# Månesyge
Månesyge (jf. eng. "lunacy" – sindssyge, af lat. "Luna" – måne) en ældre betegnelse for visse sindslidelser, som man mente blev fremkaldt når månens stråler ramte en sovende person.
Man anså tidligere fuldmånen for at være en ætiologisk faktor i forbindelse med udvilkingen af epilepsi, søvngængeri og hysteri.
Derudover satte man månens faser i forbindelse med kvindens menstruationscyklus som har nogenlunde samme varighed. Dette betød at man udvilkede ideer om at månen påvirkede frugtbarheden og det ufødte barn.